# Kleeblattbogen
Eine besondere Schnittform ist in der Heraldik der Kleeblattbogen. Diese Bogenform ist aus der Architektur, wo eine Anwendung bei Fenstern und Tordurchgängen gebräuchlich ist, übernommen. Er wird auch als  Dreipassbogen bezeichnet, ist jedoch nicht mit dem ähnlich geformten Dreiberg zu verwechseln. Ein Kleeblattbogen besteht aus drei Kreisbogen in einer Linie. Der mittlere Kreisbogen wird als der größere im Wappen dargestellt und die Wölbung aller nach unten offenen Bögen zeigen nach dem Schildhaupt. Eine Symmetrie ist üblich.

## Wappenschnittlinie
In vielen Wappen dient er als Wappenteilungslinie und wird oft  als mehr oder weniger breite Wappenschnittlinie in einer goldenen oder silbernen Ausführung genommen. Hier ist es ein Heroldsbild.

## Architekturelement
Aber auch als Element der Architektur ist der Kleeblattbogen beliebt. Tore und Fenster von Burgen oder Türmen werden mit diesem geziert.

## Wappen mit Kleeblattbogen

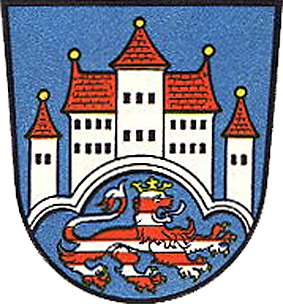
Homberg (Ohm)
Osterode am Harz
Crivitz
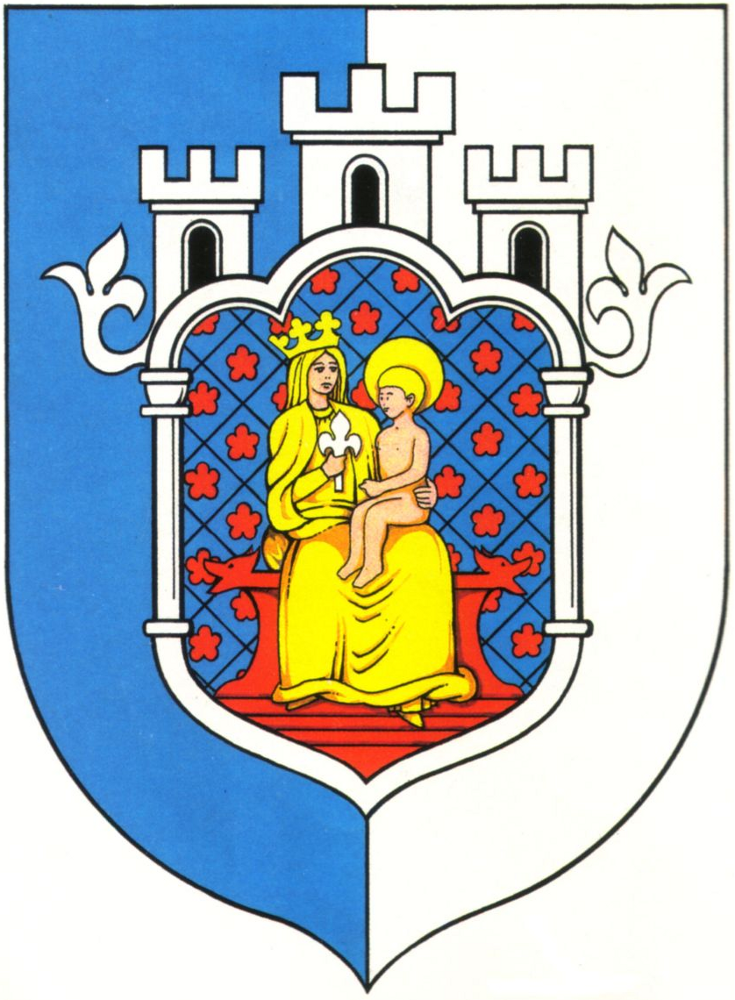
Kreis Burg (hier als Schildrand)
Einbeck (hier als Architektur)
Frankfurt (Oder) (hier als Architektur)
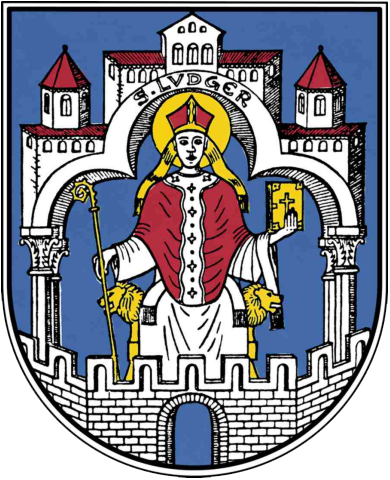
Helmstedt (hier als Architektur)